# Casa Rectoral (Altafulla)
Casa Rectoral és un edifici del municipi d'Altafulla inclòs en l'Inventari del Patrimoni Arquitectònic de Catalunya. Coneguda avui amb el nom de "Fòrum", fou construïda l'any 1716 amb la intenció que fos l'habitatge per al senyor rector de la parròquia de la vila. Pensem que la seva situació respecte de l'església parroquial no pot ser més apropiada, la dita casa es troba a la dreta de l'església.
El seu interior, acuradament restaurat, ha estat transformat en sala d'exposicions.

## Descripció
Formalment la casa és força senzilla: planta baixa, pis i golfes. Té una característica que fa que es diferenciï de les altres cases de la vila closa i és que està feta de manera que la seva estructura és quadrada.
Només té una porta d'accés amb forma arquitravada i emmarcada per dovelles que s'alternen segons les seves dimensions.
Als baixos de la casa hi ha cinc sales a diferents nivells, amb tres arcs gòtics i un altre d'estil català del segle xvi.
El segon pis és el més guarnit i presenta un balcó central i dues finestres simètriques que l'emmarquen. Aquest balcó té una inscripció al centre de la llinda on es pot veure la data "1742". També és de destacar l'artístic balcó de ferro forjat. Les finestres que emmarquen el primer pis són amb llindes amb tota la façana i tenen un rebaix motllurat que sobresurt.
A les golfes hi ha dues petites finestres quadrades.